# Młodzieżowe Indywidualne Mistrzostwa Szwecji na Żużlu 1980
Młodzieżowe Indywidualne Mistrzostwa Szwecji na Żużlu 1980 – cykl turniejów żużlowych, mających wyłonić najlepszych szwedzkich żużlowców w kategorii do 21 lat, w sezonie 1980. Tytuł wywalczył Pierre Brannefors. 

## Finał
- Karlstad, 20 września 1980

| Msc. | Zawodnik          | Klub        | Pkt   |  |  |
| ---- | ----------------- | ----------- | ----- |  |  |
| 1    | Pierre Brannefors | Kaparna     | 12 +3 |  |  |
| 2    | Magnus Jonsson    | Smedern     | 12 +2 |  |  |
| 3    | Ulf Blomqvist     | Njudungarna | 12 +1 |  |  |
| 4    | Lars Rosberg      | Lejonen     | 11    |  |  |
| 5    | Kent Rickardsson  | Masarna     | 11    |  |  |
| 6    | Lars Hammberg     | Ornarna     | 9     |  |  |
| 7    | Anders Eriksson   | Njudungarna | 9     |  |  |
| 8    | Jimmie Magnusson  | Eldarna     | 8     |  |  |
| 9    | Jan Magnusson     | Dackarna    | 7     |  |  |
| 10   | Fredrik Sundgren  | Smederna    | 7     |  |  |
| 11   | Stefan Andersson  | Ornarna     | 6     |  |  |
| 12   | Jan Lundgren      | Dackarna    | 5     |  |  |
| 13   | Sture Holm        | Gnistorna   | 5     |  |  |
| 14   | Hakan Andersson   | Indianerna  | 2     |  |  |
| 15   | Thomas Sodergren  | Bysarna     | 1     |  |  |
| 16   | Robert Öhlin      | Smederna    | 0     |  |  |